# هیرشفلد (تورینگن)
هیرشفلد (به آلمانی: Hirschfeld) یک شهر در آلمان است که در گرایتس واقع شده‌است. هیرشفلد ۱۳۵ نفر جمعیت دارد.